# Microsoft Azure
Microsoft Azure (precedentemente nota come Windows Azure) è la piattaforma cloud pubblica di Microsoft, che offre servizi di cloud computing, attraverso la sua infrastruttura globale.

## Descrizione
Tramite Azure vengono erogati servizi appartenenti a diverse categorie quali: risorse di elaborazione, archiviazione, memorizzazione, trasmissione dati e interconnessione di reti, analisi, intelligence, apprendimento automatico, sicurezza e gestione delle identità, monitoraggio e gestione, nonché servizi per lo sviluppo di applicazioni.
Il numero e il tipo dei servizi erogati vengono modificati da Microsoft con cadenza periodica.
I servizi messi a disposizione da Microsoft Azure possono essere classificati in tre aree, a seconda della modalità di erogazione adottata: Infrastructure as a Service (IaaS), Platform as a Service (PaaS) e infine Software as a Service (SaaS). Fornisce anche servizi di mBaaS (mobile Backend as a Service).
Ciascun servizio prevede un pagamento in base al consumo e le modalità con cui ne viene determinato il costo sono specifiche per il servizio stesso.
La rete di datacenter da cui sono erogati i servizi è costituita da un numero non precisato di centri di elaborazione, raggruppati in 34 aree geografiche.

## Aree di erogazione
| Continente | Area geografica                                 | Ubicazione                                      |
| ---------- | ----------------------------------------------- | ----------------------------------------------- |
| America    | Stati Uniti orientali                           | Virginia                                        |
| America    | Stati Uniti orientali 2                         | Virginia                                        |
| America    | Stati Uniti centrali                            | Iowa                                            |
| America    | Stati Uniti centro-settentrionali               | Illinois                                        |
| America    | Stati Uniti centro-meridionali                  | Texas                                           |
| America    | Stati Uniti centro-occidentali                  | Stati Uniti centro-occidentali                  |
| America    | Stati Uniti occidentali                         | California                                      |
| America    | Stati Uniti occidentali 2                       | Stati Uniti occidentali 2                       |
| America    | US Gov Virginia                                 | Virginia                                        |
| America    | US Gov Iowa                                     | Iowa                                            |
| America    | Dipartimento della difesa Stati Uniti orientali | Dipartimento della difesa Stati Uniti orientali |
| America    | Dipartimento della difesa Stati Uniti centrali  | Dipartimento della difesa Stati Uniti centrali  |
| America    | Canada orientale                                | Québec                                          |
| America    | Canada centrale                                 | Toronto                                         |
| America    | Brasile meridionale                             | Stato di San Paolo                              |
| Europa     | Europa settentrionale                           | Irlanda                                         |
| Europa     | Europa occidentale                              | Paesi Bassi                                     |
| Europa     | Germania centrale                               | Francoforte                                     |
| Europa     | Germania nord-orientale                         | Magdeburgo                                      |
| Europa     | Regno Unito occidentale                         | Cardiff                                         |
| Europa     | Regno Unito meridionale                         | Londra                                          |
| Asia       | Asia sud-orientale                              | Singapore                                       |
| Asia       | Asia orientale                                  | Hong Kong - R.A.S.                              |
| Asia       | Australia orientale                             | New South Wales                                 |
| Asia       | Australia sud-orientale                         | Victoria                                        |
| Asia       | Cina orientale                                  | Shanghai                                        |
| Asia       | Cina settentrionale                             | Pechino                                         |
| Asia       | India centrale                                  | Pune                                            |
| Asia       | India occidentale                               | Mumbai                                          |
| Asia       | India meridionale                               | Chennai                                         |
| Asia       | Giappone orientale                              | Tokyo, Saitama                                  |
| Asia       | Giappone occidentale                            | Osaka                                           |
| Asia       | Corea centrale                                  | Seoul                                           |
| Asia       | Corea meridionale                               | Busan                                           |

## Storia
27 ottobre 2008: in occasione della Professional Developers Conference, Microsoft annuncia la disponibilità della Community Technology Preview di Windows Azure.
1º febbraio 2010: viene annunciata la disponibilità effettiva di Windows Azure e SQL Azure in ventuno Paesi del mondo.
11 aprile 2010: Microsoft annuncia l'aumento dei Paesi in cui i servizi offerti da Azure sono disponibili, per un totale di quarantuno.
24 marzo 2014: viene annunciata la modifica del nome, da Windows Azure a Microsoft Azure.